# Carice van Houten
Carice Anouk van Houten, född 5 september 1976 i Leiderdorp, Zuid-Holland, är en nederländsk skådespelare och sångare.
Van Houten är ett känt namn i såväl hemlandet Nederländerna som internationellt efter att ha spelat i filmer som nederländska Svart bok (2006) och Hollywood-produktioner som Valkyria (2008). 2011 porträtterade hon den sydafrikanska poeten Ingrid Jonker i Black Butterflies. Från 2012 har Van Houten rollen som Melisandre i HBO-dramat Game of Thrones.
Sedan 2015 har hon en relation med den australiske skådespelaren Guy Pearce. Paret har en son, född 2016.

## Filmografi i urval
- 2006 – Knetter
- 2006 – Svart bok
- 2008 – Valkyria
- 2009 – En sorts kärlek
- 2010 – Repo Men
- 2010 – Black Death
- 2011 – Intruders
- 2011 – Black Butterflies
- 2012–2019 – Game of Thrones (TV-serie)
- 2013 – The Fifth Estate
- 2015 – Incarnate
- 2016 – Brimstone
- 2025 – Malice (TV-serie)